# Huta Godang (Sungai Kanan)
Huta Godang is een bestuurslaag in het regentschap Labuhan Batu Selatan van de provincie Noord-Sumatra, Indonesië. Huta Godang telt 5505 inwoners (volkstelling 2010).